# Number 9 Dream
#9 Dream är en låt från 1974 skriven och framförd av John Lennon på hans album Walls and Bridges. 

## Musiker
- John Lennon – sång, akustisk gitarr
- The 44th Street Fairies: Lennon, May Pang, Lori Burton, Joey Dambra – bakgrundssång
- Ken Ascher – clavinet
- Jesse Ed Davis – gitarr
- Nicky Hopkins – elpiano
- Arthur Jenkins – slagverk
- Jim Keltner – trummor
- Bobby Keys – saxofon
- Eddie Mottau – akustisk gitarr
- Klaus Voormann – bas